# Mulai Yusuf

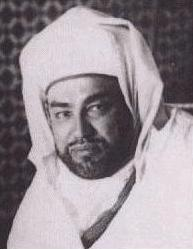
Mulai Yusuf

Mulai Yusuf oder Yusuf ben Hassan (arabisch يوسف بن الحسن, DMG Yūsuf b. al-Ḥasan, * 1882; † 17. November 1927 in Fès) war Sultan der Alawiden in Marokko von 1913 bis 1927.

## Leben
Mulai Yusuf wurde 1913 als Sultan durch die französische Protektoratsmacht als Nachfolger für seinen Bruder Mulai Abd al-Hafiz (1908–1913) eingesetzt. Der Einfluss des Alawiden auf die Politik des Landes war aber gering, da die tatsächliche Macht in der Hand des französischen Generalresidenten Marschall Lyautey (1912–1925) lag. Die Protektoratsverwaltung vollendete die Unterwerfung der Stämme und begann mit umfangreichen Landenteignungen, um französischen Siedlern den Boden überlassen zu können. 
Der während der Regentschaft von Mulai Yusuf in Nordmarokko gegen die spanische Herrschaft ausgebrochene Aufstand der Berberstämme des Abd al-Karim (1922–1926) hatte auf das französische Protektorat keinen Einfluss. Vielmehr beteiligten sich französische Truppen an der Niederschlagung des Aufstandes im Rifgebirge. Nachfolger von Mulai Yusuf wurde dessen Sohn Mohammed V. (1927–1961), der Marokko wieder in die Unabhängigkeit führen sollte. 1926 war Mulai Yusuf bei der Einweihung der Großen Pariser Moschee anwesend.